# ВЯ-23
ВЯ-23 (Волков-Ярцев 23 мм) — радянська авіаційна важка 23-мм гармата, створена для боротьби з захищеними наземними цілями супротивника. Розроблена на Тульському збройовому заводі (Конструкторське бюро приладобудування) інженерами Олександром Волковим і Сергієм Ярцевим у 1940 році.
Була прийнята на озброєння ВПС СРСР у 1941. Використовувалась на літаках Іл-2, Іл-10, і ЛаГГ-3. Знаходилась у використанні в деяких частинах (Забайкальський військовий округ) знаходились до 1987 року.

## Історія

### Розробка
Поштовхом до створення нового 23-мм авіаційного патрона, а відповідно і гармати, стала недостатня потужність патрона ШВАК калібру 20х99R. Такі самі шляхи подальшого розвитку авіаційних гармат у другій половині 1930-х років розглядали і інші європейські країни: данський конструктор Мадсен переробив свою 20-мм гармату під 23-мм, Франція і Іспанія займались створенням спільної гармати HS-406/HS-407 тощо. У 1937 році Наркомат внутрішніх справ видав розпорядження про початок розробки нової авіаційної важкої гармати. Завдання взяли конструкторські бюро Москви (ОКБ-16) і Тули (ОКБ-14). У тульському відділенні за розробку взялись відразу три групи інженерів-конструкторів: В. Салищев і В. Галкін (проєкт ТКБ-198); В. Силін, Ф. Батов і М. Сивов (проєкт ТКБ-199). Третьою групою були інженери О. Волков і С. Ярцев (ТКБ-201). Найголовнішим завданням було зменшити віддачу гармат, оскільки патрон 23х152B мм перевершував закордонні аналоги в 1.5 рази. Хоча на той момент (кінець 30-х) випуск такого потужного патрона був невиправданий, як показали подальші події, він мав застосування в найрізноманітніших системах артилерійського озброєння.
Протягом 1937—1940 років всі проєкти, окрім московського (інженери Таубін і Бабурін) і ТКБ-201 були відкинуті. Навесні 1941 році, під час полігонних випробувань в Ногінську на літаках Іл-2, авіаційні гармати, які отримали назви відповідно МП-6 і ВЯ-23, були оцінені комісією НКВС. За підсумками випробувань, була обрана гармата МП-6 (визначальним для рішення була вагома різниця у віддачі: московський проєкт мав 2800—2900 кгс, тульський — 3600-3700 кгс). 12 квітня 1941 випробування завершились; комісія рекомендувала до запуску в серію МП-6. Однак, московські конструктори Таубін і Бабурін не змогли насолодитись своєю перемогою: 16 травня 1941 року їх неочікувано заарештували. Тестова партія з 400 гармат була законсервована, у серійне виробництво запустили розробку ОКБ-14.

### Використання
На літаку Іл-2 гармати ВЯ-23 розміщувались симетрично в крилах штурмовика. Досвід використання показав, що осколкові снаряди були доволі ефективні проти піхоти і легкої техніки противника. Бронебійно-запалювальний снаряд гармати пробивав на відстані 400 метрів 25-мм броню. Це дозволяло ефективно використовувати гармату для боротьби з легкими танками (іноді, при влучанні в слабко захищені місця, і з середніми танками). Гармата відчутно посилила вогневу міць радянської авіації в боротьбі з бронетехнікою противника, хоча реальна ефективність була нижчою, ніж очікувалось. ВЯ-23 використовувалась на літаках Іл-2, Іл-10, і ЛаГГ-3. Після зняття з озброєння, ВЯ-23 використовували для навчання танкових екіпажів танків Т-55 і Т-62 стрільбі з гармат. У танкових частинах Забайкальського військового округу стволи ВЯ-23 використовувались до 1987 року.

## Конструкція
У гарматі ВЯ-23, як і в кулеметі Березина, була використана оригінальна двоступенева подача патрона з стрічки, за якої черговий патрон витягується із стрічки лапками затвора, і, за допомогою спеціального гребеня, ставиться вздовж осі каналу ствола, відбиваючи при цьому стріляну гільзу. Рух затвора здійснюється за криволінійною траєкторією. Газовідвідна система знаходиться під стволом. У газовому регуляторі гармати є чотири отвори (3; 3,5; 4; 4,5 мм), що регулюють темп стрільби. У ВЯ-23 вогонь ведеться з заднього шептала при відкритому затворі, а запирання ствола здійснюється вертикальним клином.
Гармата має легко змінний ствол довжиною 1650 мм з 10 правосторонніми нарізами глибиною 0,35 мм і шириною 5,2 мм. Поверх ствола розташувалася газовідвідна трубка з газовим поршнем. Ще вище — пневмоциліндр пневмозарядження, що надає гарматі характерного вигляду. Характерно, що автоматика гармати дозволяє вести вогонь з темпом стрільби 700—750 п/хв, проте за такої швидкості різко знижувалась надійність системи: пружинний буфер, який повинен гасити надлишки енергії затвора, починав працювати неправильно і виходив з ладу. Саме тому, шляхом налаштування газового регулятора, темп стрільби знижувався до 600—650 п/хв.